# Leon Bridges
Leon Bridges (* 13. Juli 1989 in Atlanta, Georgia; eigentlich Todd Michael Bridges) ist ein US-amerikanischer Retro-Soul-Sänger aus Fort Worth.

## Biografie
Geboren wurde Leon Bridges in Atlanta, nach der Trennung seiner Eltern verbrachte er aber den größten Teil seiner Jugend in Texas. Ursprünglich wollte er Tänzer werden, erst am College begann er, Gitarre zu spielen und zu komponieren. Anfänglich nannte er sich Lost Child und spielte Gospel und Neo-Soul im Stil von Usher und Ginuwine, bevor er sich dem Soul der 1960er Jahre von Sam Cooke und Otis Redding zuwandte. Bei einem seiner Auftritte entdeckten ihn Austin Jenkins und Justin Block von White Denim und machten mit ihm ein paar Probeaufnahmen. Im Oktober 2014 veröffentlichte er den Song Coming Home über die Plattform Gorilla vs. Bear. Das Lied bekam viel Zuspruch und wurde von den Radiostationen ins Programm aufgenommen. Mehrere Labels bewarben sich um ihn und Columbia Records bekam Ende 2014 den Zuschlag.
Es begann die Produktion seines Debütalbums, im März 2015 trat er bei South by Southwest auf und wurde von der Presse hochgelobt. Des Weiteren trat er im Fernsehen auf und ging mit der Band Lord Huron auf Tour. Das nach der Single Coming Home benannte Album erschien weltweit im Juni und nahm Platz 1 der US-R&B-Charts ein. In den offiziellen Charts der USA sowie in Kanada, Großbritannien und Australien kam es in die Top Ten. Auch in Deutschland und der Schweiz konnte es sich in den Charts platzieren. Außerdem wurde es für einen Grammy Award für das beste R&B-Album nominiert. Auch der Nachfolger Good Thing wurde als Album für einen Grammy nominiert; die daraus stammende Single Bet Ain't Worth The Hand gewann den Award für die beste traditionelle R&B-Performance.
2020 war Leon Bridges auf mehreren Singles als Feature-Artist vertreten, darunter C-Side von Khruangbin, mit denen er kurz zuvor die EP Texas Sun herausgebracht hatte, und Inside Friend mit dem Gitarristen John Mayer. Nach der gewaltsamen Tötung des Afroamerikaners George Floyd, veröffentlichte Bridges vorgezogen die Single Sweeter. Die Kollaboration mit Terrace Martin handelt von rassistischer Gewalt und hätte ursprünglich später im Jahr erscheinen sollen.

## Diskografie
Alben
- 2015: Coming Home
- 2018: Good Thing
- 2021: Gold-Diggers Sound
- 2024: Leon

EPs
- 2016: Louisiana Sun
- 2018: Spotify Singles (nur digital, mit den Titeln Beyond und Pony, einer Coverversion von Ginuwine)[6]
- 2020: Texas Sun (mit Khruangbin)

Singles
- 2014: Coming Home (UK: Silber, US: Platin)
- 2015: Smooth Sailin’ (US: Gold)
- 2015: River (UK: Gold, US: ×2Doppelplatin )
- 2016: Better Man (US: Gold)
- 2018: Bet Ain’t Worth the Hand
- 2018: Bad Bad News (US: Gold)
- 2018: Beyond (UK: Silber, US: Platin)
- 2018: Liberated (mit Dej Loaf)
- 2018: If It Feels Good (Then It Must Be)
- 2019: That Was Yesterday
- 2019: Texas Sun (mit Khruangbin, UK: Gold, US: Gold)

Gastbeiträge
- 2016: Katchi (Nick Waterhouse feat. Leon Bridges)
- 2016: On My Own (Lecrae feat. Leon Bridges)
- 2016: Kevin (Macklemore & Ryan Lewis feat. Leon Bridges)
- 2016: Present Without a Bow (Kacey Musgraves feat. Leon Bridges)
- 2017: Across the Room (Odesza feat. Leon Bridges, US: Gold)
- 2018: Gone Away (Bun B & Gary Clark Jr. feat. Leon Bridges)
- 2019: Texas Sun (Khruangbin feat. Leon Bridges)
- 2019: July (Noah Cyrus feat. Leon Bridges)
- 2020: C-Side (Khruangbin feat. Leon Bridges)

## Auszeichnungen für Musikverkäufe
| Goldene Schallplatte - Australien - 2021: für das Album Coming Home - 2025: für die Single Bad Bad News - 2025: für die Single Better Man - Brasilien - 2021: für die Single River - Dänemark - 2025: für die Single River - 2025: für die Single Beyond - 2025: für die Single Texas Sun - Kanada - 2021: für die Single Bad Bad News - Norwegen - 2025: für die Single Texas Sun - Polen - 2024: für die Single River | Platin-Schallplatte - Brasilien - 2023: für die Single Beyond - Kanada - 2021: für das Album Coming Home - 2021: für die Single Beyond - 2021: für die Single Coming Home - Neuseeland - 2023: für das Album Coming Home - 2025: für das Album Good Thing 2× Platin-Schallplatte - Australien - 2025: für die Single Beyond - Kanada - 2021: für die Single River - Neuseeland - 2023: für die Single Beyond - 2024: für die Single River |

Anmerkung: Auszeichnungen in Ländern aus den Charttabellen bzw. Chartboxen sind in ebendiesen zu finden.
| Land/RegionAuszeichnungen für Musikverkäufe (Land/Region, Auszeichnungen, Verkäufe, Quellen) | Silber     | Gold       | Platin       | Verkäufe  | Quellen              |
| -------------------------------------------------------------------------------------------- | ---------- | ---------- | ------------ | --------- | -------------------- |
| Australien (ARIA)                                                                            | —          | 3× Gold3   | 2× Platin2   | 245.000   | aria.com.au          |
| Brasilien (PMB)                                                                              | —          | Gold1      | Platin1      | 60.000    | pro-musicabr.org.br  |
| Dänemark (IFPI)                                                                              | —          | 3× Gold3   | —            | 135.000   | ifpi.dk              |
| Kanada (MC)                                                                                  | —          | Gold1      | 5× Platin5   | 440.000   | musiccanada.com      |
| Neuseeland (RMNZ)                                                                            | —          | —          | 6× Platin6   | 150.000   | radioscope.co.nz NZ2 |
| Norwegen (IFPI)                                                                              | —          | Gold1      | —            | 30.000    | ifpi.no              |
| Polen (ZPAV)                                                                                 | —          | Gold1      | —            | 25.000    | olis.pl              |
| Vereinigte Staaten (RIAA)                                                                    | —          | 6× Gold6   | 5× Platin5   | 8.000.000 | riaa.com             |
| Vereinigtes Königreich (BPI)                                                                 | 2× Silber2 | 3× Gold3   | —            | 1.300.000 | bpi.co.uk            |
| Insgesamt                                                                                    | 2× Silber2 | 19× Gold19 | 19× Platin19 |           |                      |